# فلکه دوم صادقیه
فلکۀ دوم صادقیه (آریاشهر) یک میدان در غرب  تهران و در محلهٔ صادقیه است. می‌توان از شمال، در بزرگراه شهید اشرفی اصفهانی، از جنوب، در بزرگراه محمدعلی جناح، از شرق، در خیابان ستارخان و از غرب، در بزرگراه آیت‌الله کاشانی وارد این میدان شد. در جنوب‌غرب میدان مجتمع درحال‌ساختِ پردیس صادقیه و ایستگاه مترو تهران (صادقیه) است که مبدأ حرکت قطارها مترو به‌سوی ایستگاه متروی فرهنگسرا و ایستگاه متروی گلشهر است. در جنوب‌شرق میدان مجتمع تجاری گلدیس و در سمت شمال‌غرب بوستان استقلال است. این میدان در کویی قرار دارد که پیش از انقلاب ایران (۱۳۵۷) به عنوان آریاشهر خوانده می‌شد. این میدان در مرز میان منطقه ۲ شهرداری تهران و منطقه ۵ شهرداری تهران قرار دارد